# 会厌闪音
会厌闪音是辅音的一种，就目前所知不是任何语言的音素，但在達哈洛語等语言中以清会厌塞音/ʡ/之元音间浊同位音的形式存在。伊拉克阿拉伯语中也可能存有会厌闪音，该语言的辅音'ayn和会厌塞音相比过于短促，与擦音或边音相比爆破又过于强烈。
会厌闪音在国际音标中没有专门符号，但可以以会厌塞音的符号加上“短音符”变音符号的方式表示⟨ʡ̮⟩。（变音符号标注在下方，以防字母出头。）

## 特点
- 調音方法是閃音，指氣流衝出時與肌肉一次快速接觸，使得一調音器官碰及另一器官。
- 調音部位是會厭，即是以杓狀會厭襞接觸會厭來調音。

- 發聲類型是濁音，意味着發音時聲帶顫動。

- 本輔音是口腔輔音（口音），表示調音時空氣只從口裡流出。
- 調音時不涉及到舌頭，故中央輔音／邊輔音的分別對該音沒有意義。
- 氣流機制是肺部氣流，即由肺與橫膈膜驱动空气。

## 范例
| 语言     | 语言     | 词语     | IPA      | 意思 | 备注                                           |
| -------- | -------- | -------- | -------- | ---- | ---------------------------------------------- |
| 達哈洛語 | 達哈洛語 | [nd̠oːʡ̮o] | [nd̠oːʡ̮o] | 泥   | 清会厌塞音/ʡ/的元音间同位音，可能以近音代替 。 |